# هاريس بليك
هاريس بليك (بالإنجليزية: Harris Blake)‏ هو سياسي أمريكي، ولد في 3 نوفمبر 1929، وتوفي في 9 يونيو 2014 في بينهورست في الولايات المتحدة. نشط حزبياً في الحزب الجمهوري. وقد انتخب عضو مجلس ولاية كارولاينا الشمالية (2012 – 2012).